# Польські території, анексовані нацистською Німеччиною

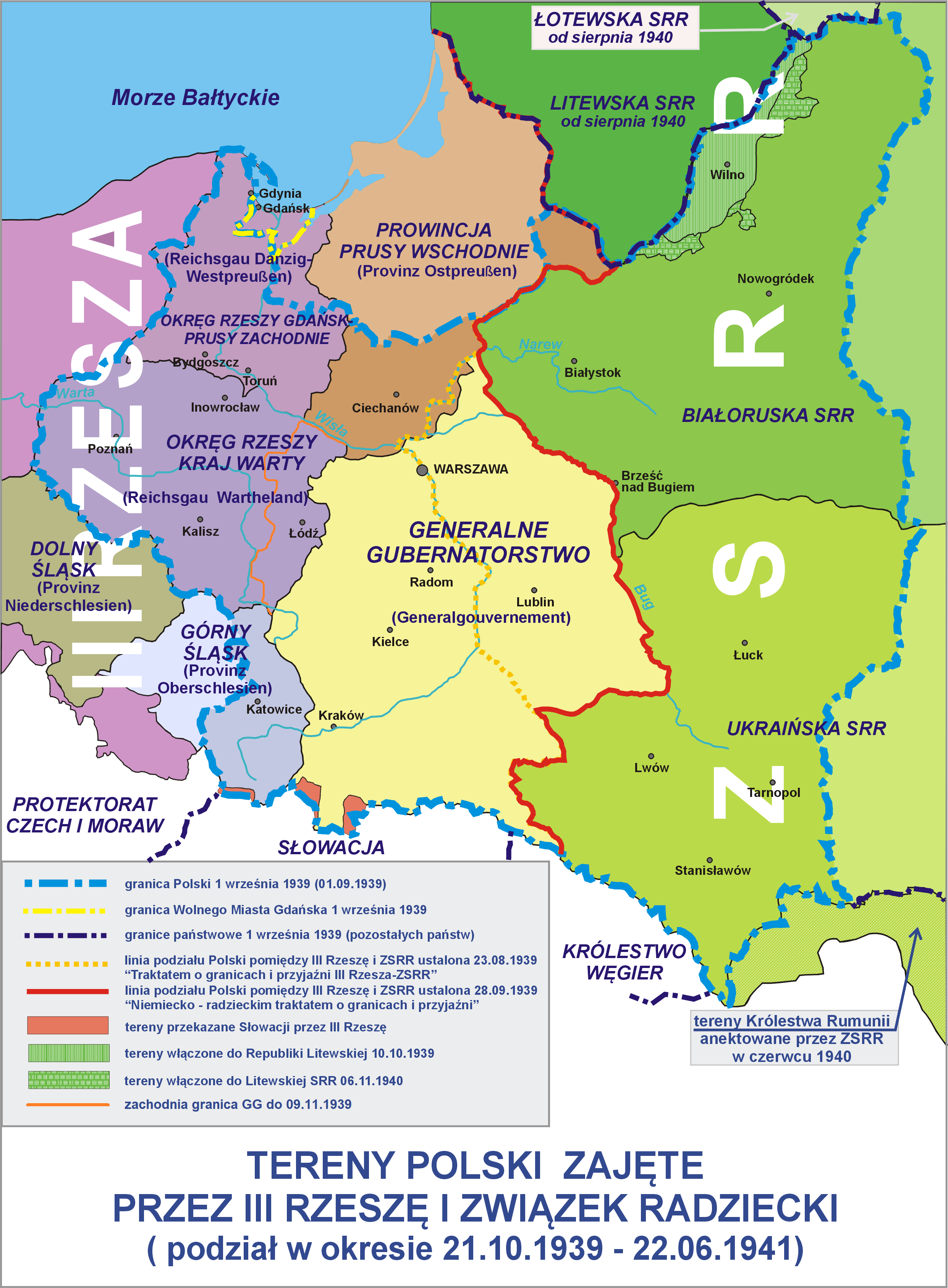
Анексія польських територій Третім Райхом на початковій стадії Другої світової війни (до серпня 1941 р.)

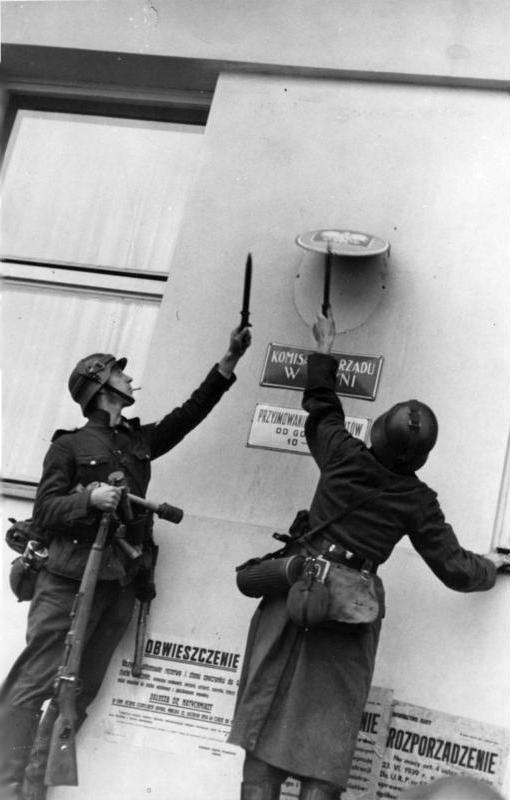
Знищення вояками Вермахту герба Польської Республіки на будівлі урядового комісаріату в Гдині, вересень 1939 р.

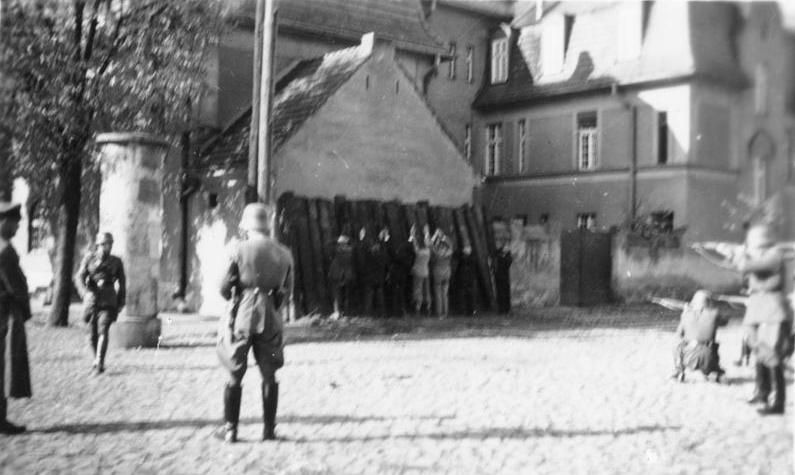
Страта заручників у Курнику, 20 жовтня 1939 р.

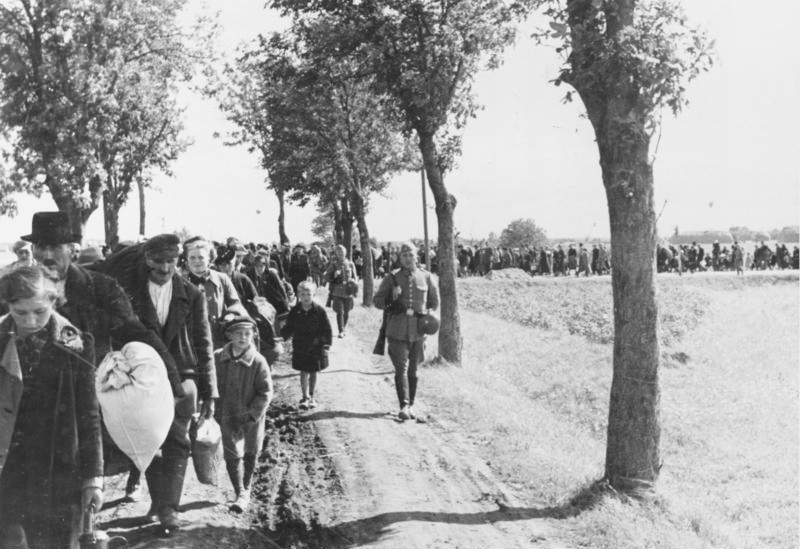
Вигнання поляків із Великопольщі одразу після закінчення військових дій, осінь 1939 р.

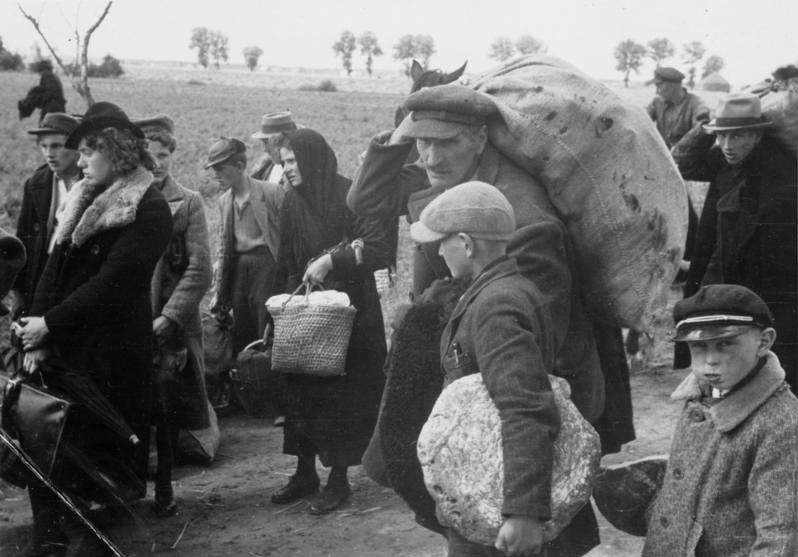
Виселення поляків

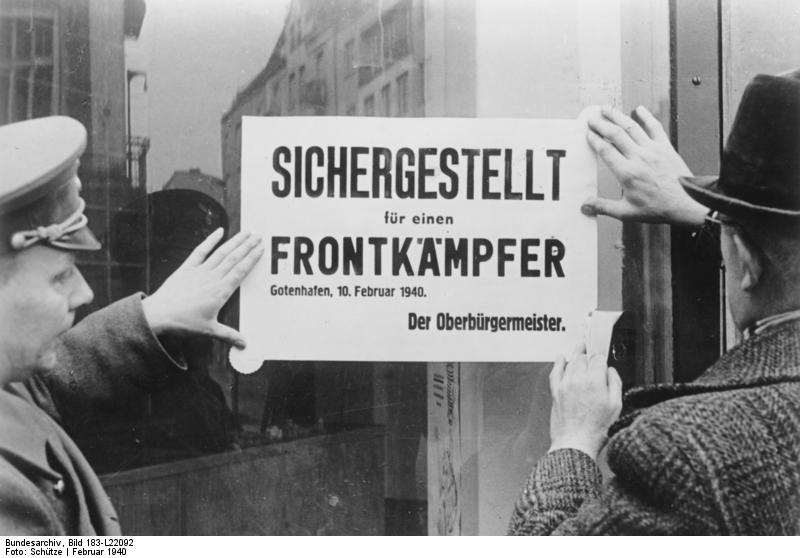
Розкрадання майна виселених поляків. Оголошення німецького мера Гдині на крамниці виселених польських власників про «закріплення за бійцем». Гдиня, 10 лютого 1940 р.

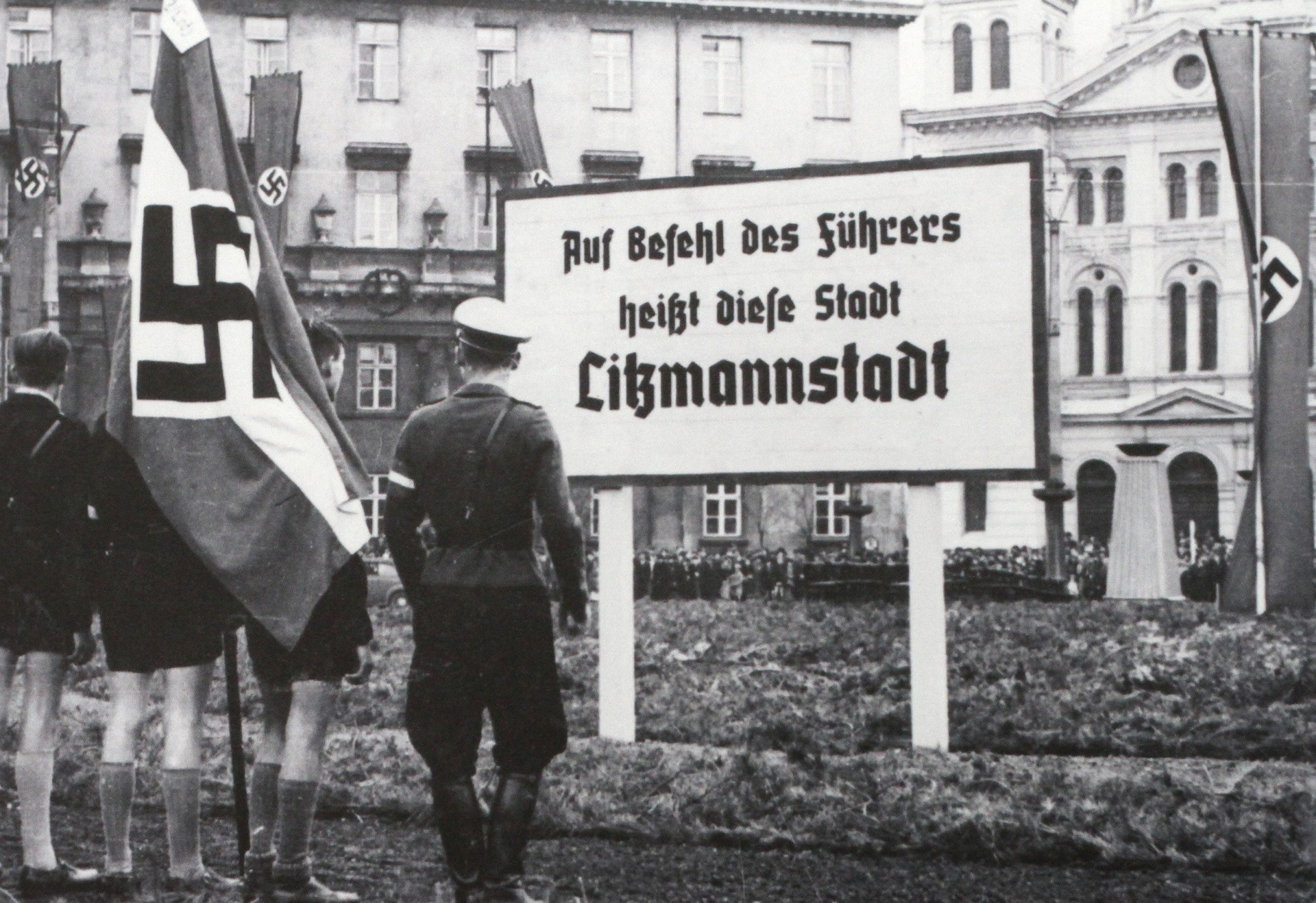
Германізація: зміна назви міста Лодзь — «За наказом фюрера це місто називається Ліцманштадт». Табличка, встановлена на площі Свободи в Лодзі, на місці знесеного 11 листопада 1939 року пам'ятника Тадеушові Костюшку

Території Польщі, анексовані нацистською Німеччиною — західна частина державної території міжвоєнної Польщі, окупованої Третім Райхом під час Другої світової війни (1939—1945), анексована Третім Райхом у 1939 році на відміну від решти окупованої німцями території Польщі, де було створено Генеральну губернію.
Внаслідок вторгнення Німеччини та Радянського Союзу в Польщу у вересні 1939 року всю територію Другої Речі Посполитої окупували Вермахт і Червона Армія. Після встановлення шляхом Договору про дружбу та кордон між СРСР та Німеччиною 28 вересня 1939 року по окупованій польській території німецько-радянського кордону Адольф Гітлер в односторонньому порядку включив західні території захопленої Польщі до складу Третього Райху двома своїми декретами від 8 і 12 жовтня 1939 року.

## Анексовані землі
Безпосередньо до Райху було включено такі воєводства і території: Поморське воєводство, Сілезьке воєводство, Познанське воєводство (Вартеланд), Лодзинське воєводство з Лодзю, Сувальський край, північну і західну частини Мазовії та західні частини Краківського і Келецького воєводств.
Простір на території Польщі між німецько-радянським кордоном від 28 вересня 1939 року та вказаним у декреті східним рубежем польських земель, безпосередньо включених до складу Німеччини (визначеним як новий східний кордон Райху), на самому початку окупації називався областю державних інтересів Німеччини, яку пізніше Гітлер перетворив на особливу адміністративну одиницю у підпорядкуванні нацистській Німеччині — Генеральну губернію.
Вищезгадані правові акти, що суперечили ратифікованій Німеччиною Гаазькій конвенції 1907 року, були недійсними з погляду міжнародного права і не визнавалися як польським урядом у вигнанні, так і державами-союзницями Польщі, а також третіми (нейтральними) країнами упродовж усієї Другої світової війни.
Решту території Польської Республіки на схід від лінії кордону, встановленої на території Польщі згідно з договором між Третім Райхом і СРСР, анексував СРСР у жовтні 1939 р.
Безпосередньо анексована Німеччиною територія охоплювала площу 94 000 км², де проживало близько 10 млн людей.
На анексованих територіях Райх заснував адміністративно-територіальні одиниці (так звані райхсгау) Вартеланд (Вартегау) і Данциг — Західна Пруссія, поєднавши в особі керівників цих утворень функції голови провінції та гауляйтера НСДАП. Створені таким чином посади намісників Райху, які називалися «райхсштатгальтери»  (нім. Reichsstatthalter), обійняли Артур Грайзер (Вартегау) і Альберт Форстер (Данциг — Західна Пруссія).
Крім того, райони Цеханова (як адміністративний округ Ціхенау нім. Regierungsbezirk Zichenau) і Сувалок (включених до адміністративного округу Гумбіннен) увійшли до прусської провінції Східна Пруссія, де головою провінції та гауляйтером був Еріх Кох, а Сілезьке воєводство, частини Краківського і Келецького воєводств (Заглемб'є Домбровське та Хшанув) спочатку включили до складу провінції Сілезія та поділили між адміністративним округом Оппельн і новоутвореним адміністративним округом Каттовіц, де головою провінції та гауляйтером був Йозеф Вагнер, а потім Фріц Брахт. 1941 року провінцію Сілезія було розділено, а з вищеназваних округів Оппельн і Каттовіц було створено провінцію Верхня Сілезія з центром у Катовицях.

## Нацистські репресії

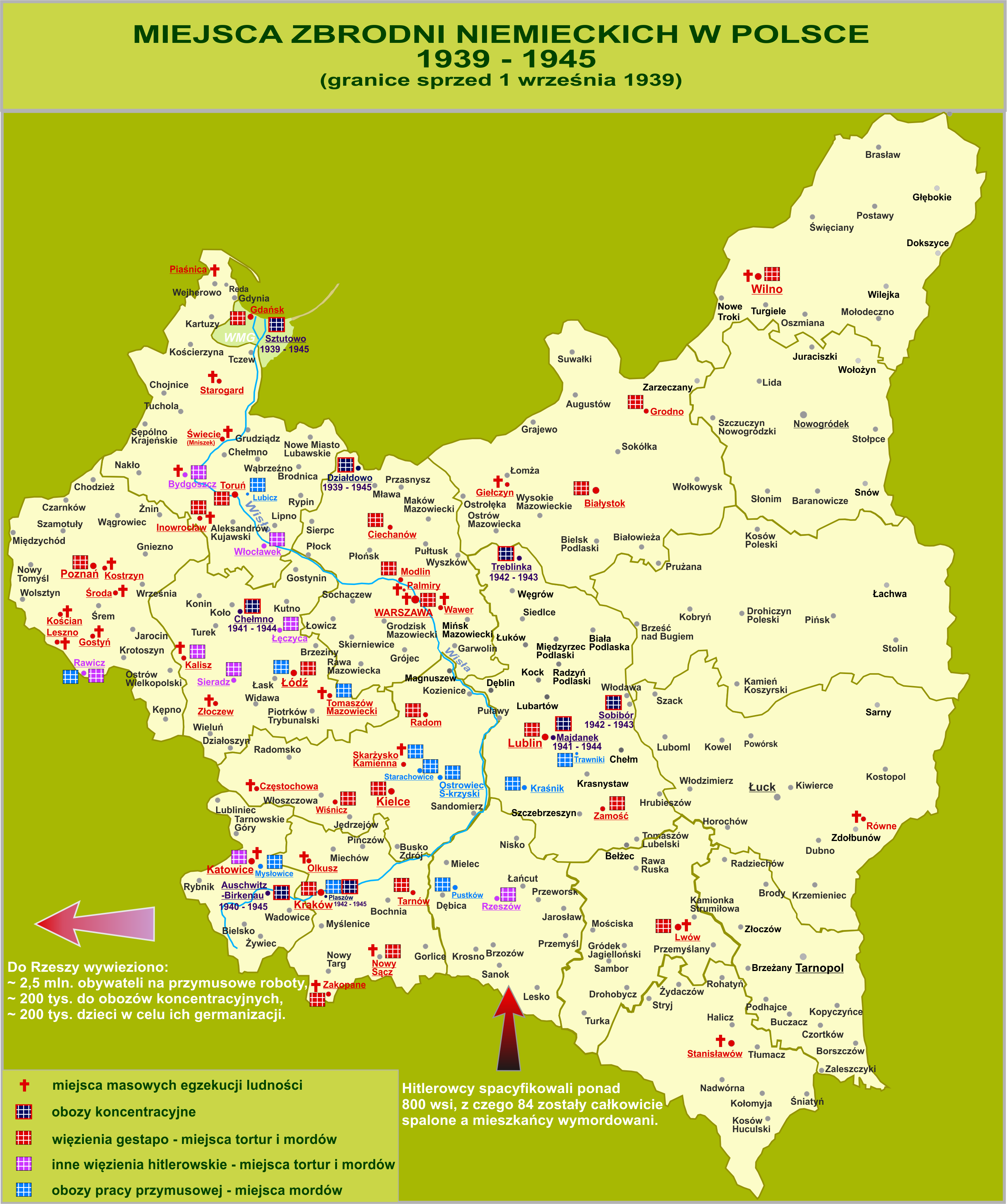
Місця німецьких злочинів у Польщі 1939—1945 років

До поляків ставилися як до т. зв унтерменшів (недолюдей), їх примусово виселяли, в них відбирали кращі помешкання, їм суттєво обмежували можливості практикувати та здобувати професії. Метою окупаційної системи був терор, психічне та фізичне упослідження, наприклад, у Вартеланді розпорядженнями німецької адміністрації поляків зобов'язали кланятися перед німцями, у листах до поляків заборонялося вживати звертання «пан(і)», вони не могли володіти автомобілями, мотоциклами, а у виняткових випадках їм дозволялося користуватися відповідно позначеними велосипедами. У них також повилучали всі радіоприймачі,, не дозволяли володіти телефонами і грамофонами, обмежували можливості користування поштою, пересування країною було можливе лише за спеціальними перепустками, також було заборонено вхід у парки та користування спортмайданчиками і спортивними спорудами. Польські школи закрили, і тільки поодинокі діти мали змогу вчитися читання, письма та основ лічби. Польське театральне і музичне життя та культура практично завмерли, що компенсувалося підпільною культурною діяльністю (наприклад, театрами).

## Радянські репресії
Після припинення німецької окупації внаслідок просування Червоної Армії зайняті нею території зрештою перейшли під владу підпорядкованого Радянському Союзу Тимчасового уряду Польської Республіки. Нова влада звинуватила тисячі польських громадян у Сілезії та Помор'ї у свідомому колабораціонізмі. Як наслідок, після 17 січня 1945 року багато сілезців (включно з діячами Союзу поляків у Німеччині, які обстоювали незалежність) опинилися в таборі у Ламбіновицях і Центральному трудовому таборі у Явожні, а також у таборі примусової праці, влаштованому в Освенцимі місцевим воєводським управлінням громадської безпеки.
Після відозви до гірників вийти на роботу в шахти кількадесят тисяч вуглекопів — польських громадян із Сілезького воєводства — заарештували органи НКВС у квітні—травні 1945 року і потім вивезли на каторжні роботи на шахти Донбасу. Лише одиниці через десять років повернулися у Польщу. 
Драматичною виявилася доля змішаних сімей або сімей із невизначеним етнічним статусом. Польськомовних сілезців, мазурів, вармінців і кашубів включно з польськими діячами самостійницького напряму (зокрема активістами плебісциту 1919—1921 рр.) комуністична влада змусила покинути домівки і виїхати в Німеччину.
Особи, які проживали на теренах Польської Республіки, анексованих нацистською Німеччиною, і які прийняли німецьке громадянство, підписавши «фолькслист», 1946 року знову набували польського громадянства шляхом вибору громадянства. Цей процес відбувався як частина процедури перевірки національності. У цьому процесі громадяни Польської Республіки, які прийняли громадянство Третього Райху, та громадяни Третього Райху з місцем проживання поза межами Другої Польської Республіки (Опольська Сілезія, Вармія, Мазури, Слупське Помор'я) повинні були документально підтвердити свою польську національність, що давало формальну підставу для відновлення чи отримання польського громадянства. Сілезці, кашуби, мазури, словінці та вармінці (переважно протестантського віросповідання)[джерело?], які не пройшли цю адміністративну процедуру, були депортовані в Німеччину ще до 1947 року.